# Rodrigo González
Rodrigo González (19. května 1968 Valparaíso, Chile) je baskytarista, skladatel a textař německé punkrockové skupiny Die Ärzte. Prosadil se také svou sólovou hudební kariérou.